# British Basketball League 2006-2007
La British Basketball League 2006-2007 è stata la ventesima edizione del massimo campionato britannico.
Rispetto alla stagione precedente, sono state inserite due nuove squadre: i London United e i Worcester Wolves, provenienti dall'English Basketball League. Brighton Bears, London Towers e Birmingham Bullets escono dalla lega, i primi due annunciando di essersi presi un anno di pausa, i terzi per fallimento. Il girone all'italiana, con due partite d'andata e due di ritorno per ogni formazione, qualifica le prime otto ai play-off, disputati in gara unica.
I Newcastle Eagles vincono il loro terzo titolo consecutivo, battendo in finale gli Scottish Rocks, che a loro volta avevano eliminato i Guilford Heat vincitori della stagione regolare.

## Stagione regolare

### Classifica
|                        |     | Classifica finale 2006-2007 | Pt | G  | V  | P  |
| ---------------------- | --- | --------------------------- | -- | -- | -- | -- |
|                        | 1.  | Guildford Heat              | 58 | 36 | 29 | 7  |
|                        | 2.  | Sheffield Sharks            | 56 | 36 | 28 | 8  |
| Regno Unito (bandiera) | 3.  | Newcastle Eagles            | 50 | 36 | 25 | 11 |
|                        | 4.  | Scottish Rocks              | 44 | 36 | 22 | 14 |
|                        | 5.  | Plymouth Raiders            | 40 | 36 | 20 | 16 |
|                        | 6.  | MK Lions                    | 36 | 36 | 18 | 18 |
|                        | 7.  | Leicester Riders            | 26 | 36 | 13 | 23 |
|                        | 8.  | London United               | 22 | 36 | 11 | 25 |
|                        | 9.  | Chester Jets                | 20 | 36 | 10 | 26 |
|                        | 10. | Worcester Wolves            | 8  | 36 | 4  | 32 |

## Play-off
|  | Quarti di finale | Quarti di finale | Quarti di finale |                  |                  | Semifinali       | Semifinali | Semifinali |  |  | Finale | Finale         | Finale |
|  |                  |                  |                  |                  |                  |                  |            |            |  |  |        |                |        |
|  | 1                | Guildford Heat   | 71               |                  |                  |                  |            |            |  |  |        |                |        |
|  | 8                | London United    | 68               |                  |                  |                  |            |            |  |  |        |                |        |
|  | 8                | London United    | 68               |                  | 1                | Guildford Heat   | 71         |            |  |  |        |                |        |
|  |                  |                  |                  |                  | 1                | Guildford Heat   | 71         |            |  |  |        |                |        |
|  |                  | 4                | Scottish Rocks   | 78               |                  |                  |            |            |  |  |        |                |        |
|  | 4                | 4                | Scottish Rocks   | 78               | Scottish Rocks   | 83               |            |            |  |  |        |                |        |
|  | 4                |                  |                  |                  | Scottish Rocks   | 83               |            |            |  |  |        |                |        |
|  | 5                | Plymouth Raiders | 77               |                  |                  |                  |            |            |  |  |        |                |        |
|  |                  |                  |                  |                  |                  |                  |            |            |  |  | 4      | Scottish Rocks | 82     |
|  |                  |                  | 3                | Newcastle Eagles | 95               |                  |            |            |  |  |        |                |        |
|  | 2                | Sheffield Sharks | 89               |                  |                  |                  |            |            |  |  |        |                |        |
|  | 7                | Leicester Riders | 71               |                  |                  |                  |            |            |  |  |        |                |        |
|  | 7                | Leicester Riders | 71               |                  | 2                | Sheffield Sharks | 73         |            |  |  |        |                |        |
|  |                  |                  |                  |                  | 2                | Sheffield Sharks | 73         |            |  |  |        |                |        |
|  |                  | 3                | Newcastle Eagles | 83               |                  |                  |            |            |  |  |        |                |        |
|  | 3                | 3                | Newcastle Eagles | 83               | Newcastle Eagles | 110              |            |            |  |  |        |                |        |
|  | 3                |                  |                  |                  | Newcastle Eagles | 110              |            |            |  |  |        |                |        |
|  | 6                | MK Lions         | 84               |                  |                  |                  |            |            |  |  |        |                |        |

## Statistiche

### Statistiche per partita
| Statistica     | Giocatore                     | Punteggio |
| -------------- | ----------------------------- | --------- |
| Punti          | Jazwyn Cowan (Chester)        | 23.07     |
| Rimbalzi       | Carlton Aaron (Plymouth)      | 12.43     |
| Assist         | TJ Walker (Newcastle)         | 5.86      |
| Rubate         | Maurice Hampton (Scots Rocks) | 2.86      |
| Stoppate       | Andrew Alleyne (Leicester)    | 1.36      |
| Tiri dal campo | Darius Defoe (Newcastle)      | 60.00%    |
| Tiri liberi    | Dan Wardrope (Guildford)      | 86.19%    |
| Tiri da tre    | Hugo Sterk (Scots Rocks)      | 44.00%    |

### Premi mensili
| Mese     | Allenatore                        | Giocatore                  |
| -------- | --------------------------------- | -------------------------- |
| Ottobre  | Tom Hancock (MK Lions)            | Tony Windless (MK Lions)   |
| Novembre | Peter Scantlebury MBE (Sheffield) | Carlton Aaron (Plymouth)   |
| Dicembre | Paul James (Guildford)            | Jazwyn Cowan (Chester)     |
| Gennaio  | Fabulous Flournoy (Newcastle)     | Jeff Bonds (Sheffield)     |
| Febbraio | Peter Scantlebury MBE (Sheffield) | Tarick Johnson (London)    |
| Marzo    | Thorsten Leibenath (Scots Rocks)  | Daniel Gilbert (Guildford) |

### Premi stagionali
- Most Valuable Player: Brian Dux (Guildford) and Jeff Bonds (Sheffield)
- Coach of the Year: Paul James (Guildford)
- All-Star First  Team:
  - Jeff Bonds (Sheffield)
  - Brian Dux (Guildford)
  - Mike Martin (Guildford)
  - Carlton Aaron (Plymouth)
  - Robert Yanders (Scots Rocks)
- All-Star Second Team:
  - Blake Shelton (Sheffield)
  - Jazwyn Cowan (Chester)
  - Sterling Davis (Scots Rocks)
  - Tarick Johnson (London)
  - Fabulous Flournoy (Newcastle)

## Verdetti
- Campione del Regno Unito:   Newcastle Eagles (3º titolo)